# Reinhold Schattenfroh
Reinhold Schattenfroh war ein deutscher Politiker (SPD).

## Werdegang
Am 16. November 1981 wurde Schattenfroh vom SPD-Parteivorstand zum „Beauftragten des SPD-Parteivorstandes für Kulturpolitik“ ernannt. In dieser Eigenschaft war er mit der Erarbeitung eines Berichts über den damaligen Stand der sozialdemokratischen Kulturpolitik sowie von Vorschlägen für das künftige Vorgehen seiner Partei in diesem Bereich befasst. In seinem Bericht regte er schließlich u. a. die Gründung eines sozialdemokratischen Kulturforums als „Brückenpfeiler zwischen Politik und Kultur“ an. Von 1983 bis 1988 amtierte Schattenfroh dann als Leiter des August-Bebel-Instituts.
Zusammen mit dem Historiker Johannes Tuchel legte Schattenfroh 1987 ein Buch über die Geschichte der Geheimen Staatspolizei bzw. über das Hauptquartier derselben in der Berliner-Prinz-Albrecht-Straße vor.

## Schriften
- Bericht des Beauftragten des Parteivorstandes für Kulturpolitik, Reinhold Schattenfroh, vorgelegt am 19. November 1982, Bonn 1982.
- Zentrale des Terrors. Prinz-Albrecht-Straße 8. Das Hauptquartier der Gestapo, Berlin 1987. (zusammen mit Johannes Tuchel)

| Personendaten    | Personendaten             |
| ---------------- | ------------------------- |
| NAME             | Schattenfroh, Reinhold    |
| KURZBESCHREIBUNG | deutscher Politiker (SPD) |
| GEBURTSDATUM     | vor 1981                  |